# Stazione di Cantalupo del Sannio-Macchiagodena
Stazione di Cantalupo del Sannio-Macchiagodena vasútállomás Olaszországban, Molise régióban, Cantalupo nel Sannio településen.

## Vasútvonalak
Az állomást az alábbi vasútvonalak érintik:
- Termoli–Venafro-vasútvonal

## Kapcsolódó állomások
A vasútállomáshoz az alábbi állomások vannak a legközelebb: 
- Stazione di San Massimo
- Stazione di Santa Maria del Molise